# Rosthern-Shellbrook (circonscription saskatchewanaise)
Pour les articles homonymes, voir Rosthern et Shellbrook.
Circonscription électorale provinciale du Canada
Rosthern-Shellbrook est une circonscription électorale provinciale de la Saskatchewan au Canada. Elle est représentée à l'Assemblée législative de la Saskatchewan depuis 2003.

## Géographie
En 2024, la circonscription comprend :
- Les communautés de Rosthern, Spiritwood, Borden, Radisson, Maymont (en), Ruddell (en), Waldheim, Laird (en), Carlton (en), Krydor (en), Redberry, Hafford, Speers (en), Richard (en), Denholm, Willow Heights, Hatherleigh, Sandwith, Rabbit Lake (en), Medstead (en), Fairholme (en), Glaslyn (en), Spruce Bay (en), Mullingar (en), Mayfair (en), Keatley (en), Alticane (en), Blaine Lake, Marcelin (en), Leask (en), Green Leaf, Parkside (en), Cameo, Mont nebo (en), Shell Lake (en), Pebble Baye (en), Echo Bay, Big Shell (en) et Pelican Cove (en).
- Les municipalités rurales de Great Bend No 405 (en), Mayfield No 406 (en), Rosthern No 403 (en), Laird No 404 (en), Blaine Lake No 434 (en), Douglas No 436 (en), North Battleford No 437 (en), Leask No 464 (en), Meeting Lake No 466 (en), Round Hill No 467 (en), Shellbrook No 493 (en) (partie), Canwood No 494 (en), Spiritwood No 496 (en), Medstead No 497 (en) et Parkdale No 498 (en).
- Les communautés Premières Nations de Mosquito, Grizzly Bear's Head, Lean Man (en), Mistawasis Nêhiyawak (en), Saulteaux 159 (en), Moosomin 112B (en), Little Pine 116 (en), Muskeg Lake 102 (en) et Beardy's 97 and Okemasis 96 (en).

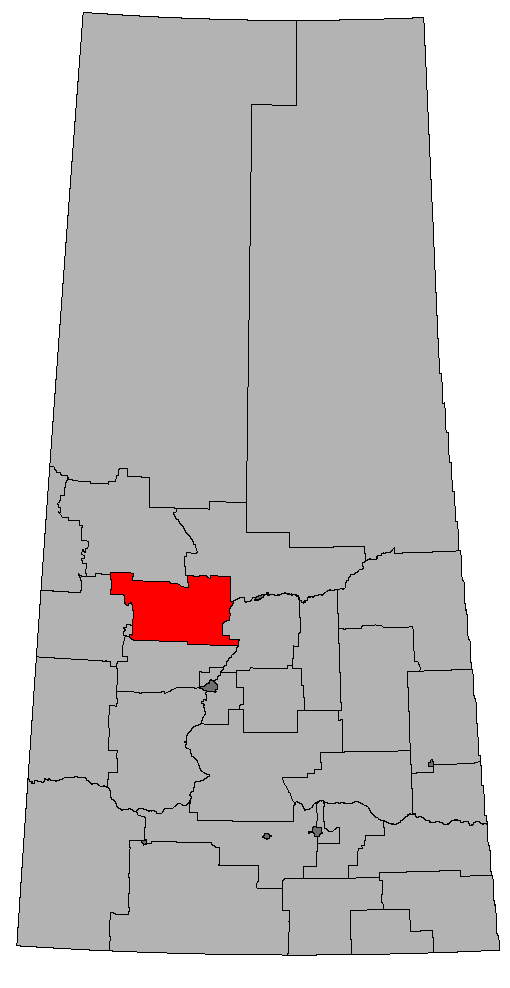
Frontière de la circonscription en 2016.
Frontière de la circonscription en 2022.

## Liste des députés
| Parlement                                                                          | Années                                                                             | Député                                                                             | Député                                                                             | Parti                                                                              |
| Rosthern-Shellbrook                                                                | Rosthern-Shellbrook                                                                | Rosthern-Shellbrook                                                                | Rosthern-Shellbrook                                                                | Rosthern-Shellbrook                                                                |
| Nouvelle circonscription issue de Rosthern, Shellbrook-Spiritwood et Redberry Lake | Nouvelle circonscription issue de Rosthern, Shellbrook-Spiritwood et Redberry Lake | Nouvelle circonscription issue de Rosthern, Shellbrook-Spiritwood et Redberry Lake | Nouvelle circonscription issue de Rosthern, Shellbrook-Spiritwood et Redberry Lake | Nouvelle circonscription issue de Rosthern, Shellbrook-Spiritwood et Redberry Lake |
| ---------------------------------------------------------------------------------- | ---------------------------------------------------------------------------------- | ---------------------------------------------------------------------------------- | ---------------------------------------------------------------------------------- | ---------------------------------------------------------------------------------- |
| 25e                                                                                | 2003–2007                                                                          |                                                                                    | Denis Allchurch                                                                    | Saskatchewanais                                                                    |
| 26e                                                                                | 2007–2011                                                                          |                                                                                    | Denis Allchurch                                                                    | Saskatchewanais                                                                    |
| 27e                                                                                | 2011–2016                                                                          |                                                                                    | Scott Moe                                                                          | Saskatchewanais                                                                    |
| 28e                                                                                | 2016–2020                                                                          |                                                                                    | Scott Moe                                                                          | Saskatchewanais                                                                    |
| 29e                                                                                | 2020–2024                                                                          |                                                                                    | Scott Moe                                                                          | Saskatchewanais                                                                    |
| 30e                                                                                | 2024–en cours                                                                      |                                                                                    | Scott Moe                                                                          | Saskatchewanais                                                                    |